# OK-900-reactor
De OK-900 was een kernreactor van de Sovjet-Unie die 171 megawatt vermogen leverde om schepen aan te drijven, in het bijzonder atoomijsbrekers. De OK-900 was de opvolger van de OK-150.
Na ongevallen in 1965 en 1967 werden de drie OK-150-reactoren van de ijsbreker Lenin vervangen door twee OK-900-reactoren. De OK-900 was net als de OK-150 een drukwaterreactor (PWR) met gedestilleerd water als moderator. De kern van 1,6 m hoog en 1 m diameter bevatte 219 bundels van in totaal 7704 brandstofstaven. Rond de kern zat een beschermende mantel van beton met metaalschilfers. De brandstofstaven bestonden uit een legering van uranium en zirkonium, verrijkt met 90% uranium-235 (235U).